# Cottonwood (fiume)
Cottonwood è un fiume degli Stati Uniti d'America, affluente del fiume Minnesota. Scorre per una lunghezza di 245 km e il suo bacino idrografico copre una superficie di 3.400 km² in una vasta regione agricola.
Il nome del fiume "Cottonwood" è una traduzione del nome sioux "Waraju" che designa il pioppo della Virginia, un albero che cresce lungo i fiumi delle Praterie. Un tempo il fiume era conosciuto come Big Cottonwood River.
Il fiume cattura parte delle acque del Coteau des Prairies, in una valle boscosa nel sud-est dello Stato del Minnesota.
Il fiume passa attraverso la Contea di Cottonwood e si unisce al fiume Minnesota a sud-est della cittadina di New Ulm.